# Jhemp Bastin

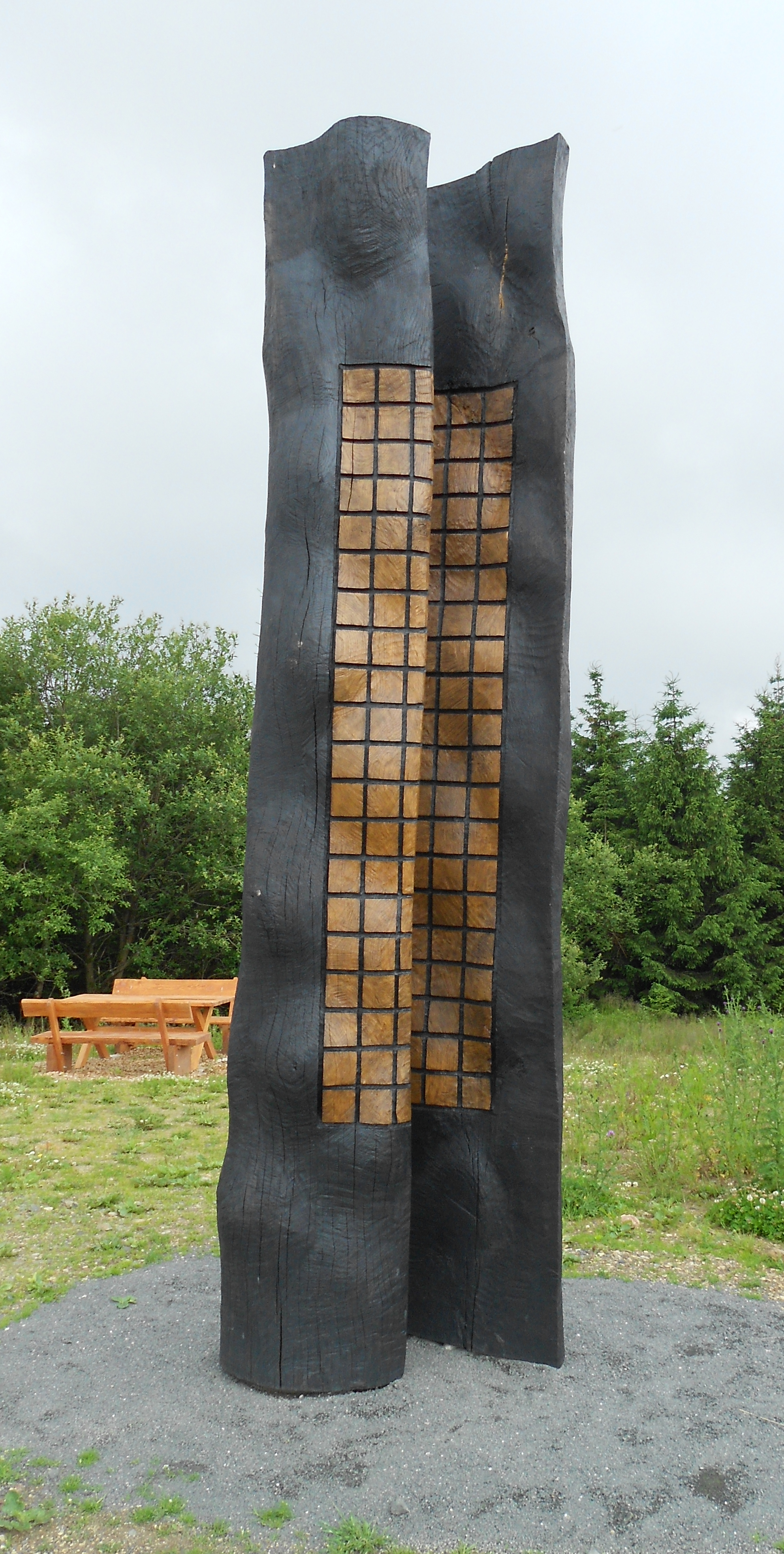
Topographie op de Erbeskopf.

Jean-Paul (Jemp) Bastin (Ettelbruck, 1963) is een Luxemburgs beeldhouwer.

## Leven en werk
Bastin studeerde aan de Koninklijke Academie voor Schone Kunsten van Brussel (1984-1985) en de École nationale supérieure des beaux-arts in Parijs (1986-1988). In 1995 was hij resident in de Cité Internationale des Arts in Parijs. Bastin werkte als beeldhouwer aanvankelijk in staal, maar heeft zich gespecialiseerd in houten sculpturen, die hij met een kettingzaag bewerkt. Hij dringt daarbij door tot in de kern van de gevelde bomen, zet ze rechtop en blaast ze als sculptuur een nieuw leven in. Hij werkt voornamelijk in eiken- en beukenhout, met een lastoorts blakert hij delen van de oppervlakte van het hout. 
Bastin neemt deel aan tentoonstellingen in binnen- en buitenland, zijn werk werd meerdere keren onderscheiden. Hij is lid van de kunstenaarsvereniging Cercle Artistique de Luxembourg (CAL).

## Enkele werken
- 1999 zonder titel, monumentale sculptuur bij de école régionale in Hosingen.
- 2007 Topographie I, geplaatst op de Erbeskopf, de hoogste berg van de Duitse deelstaat Rijnland-Palts.

## Galerij

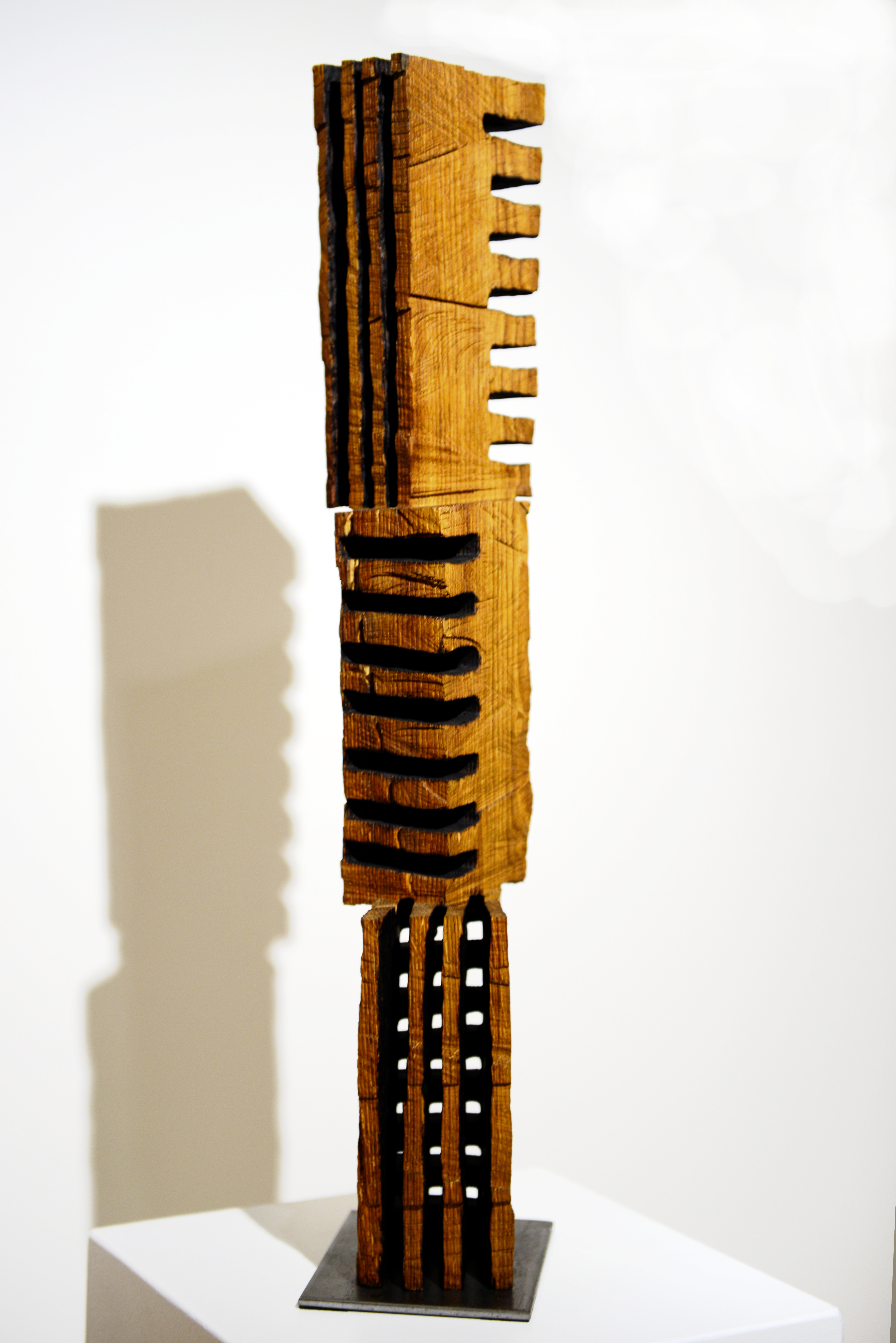
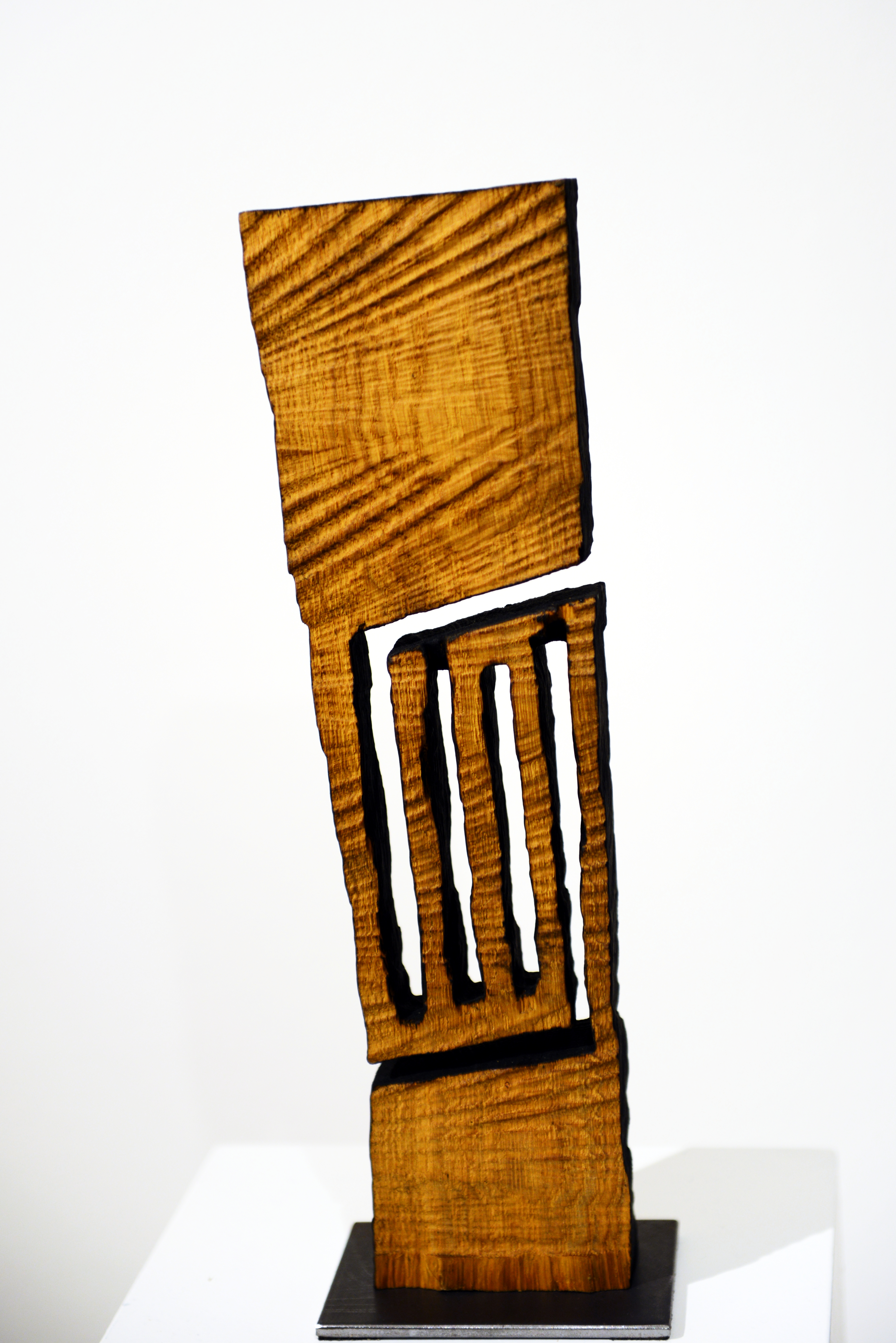
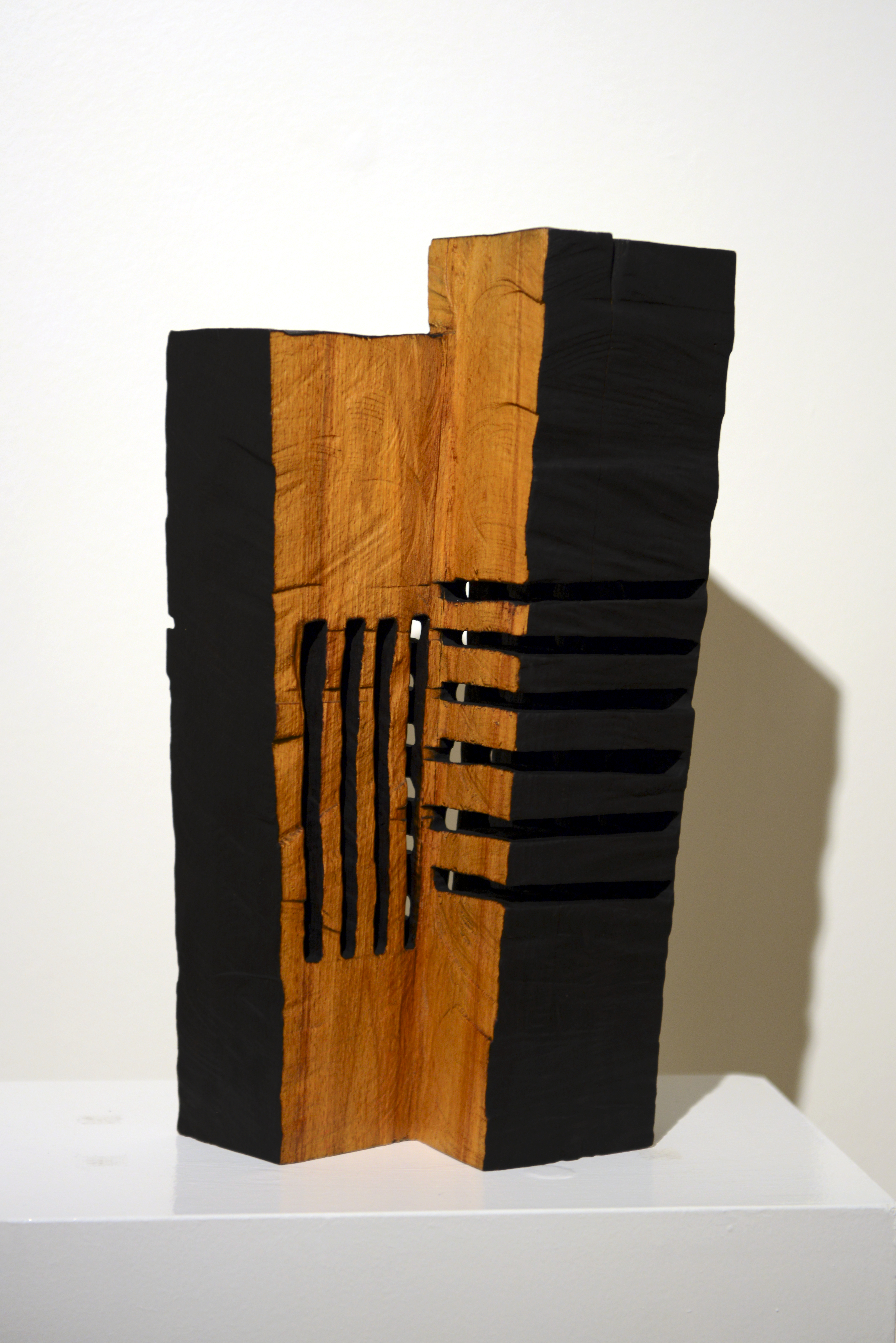
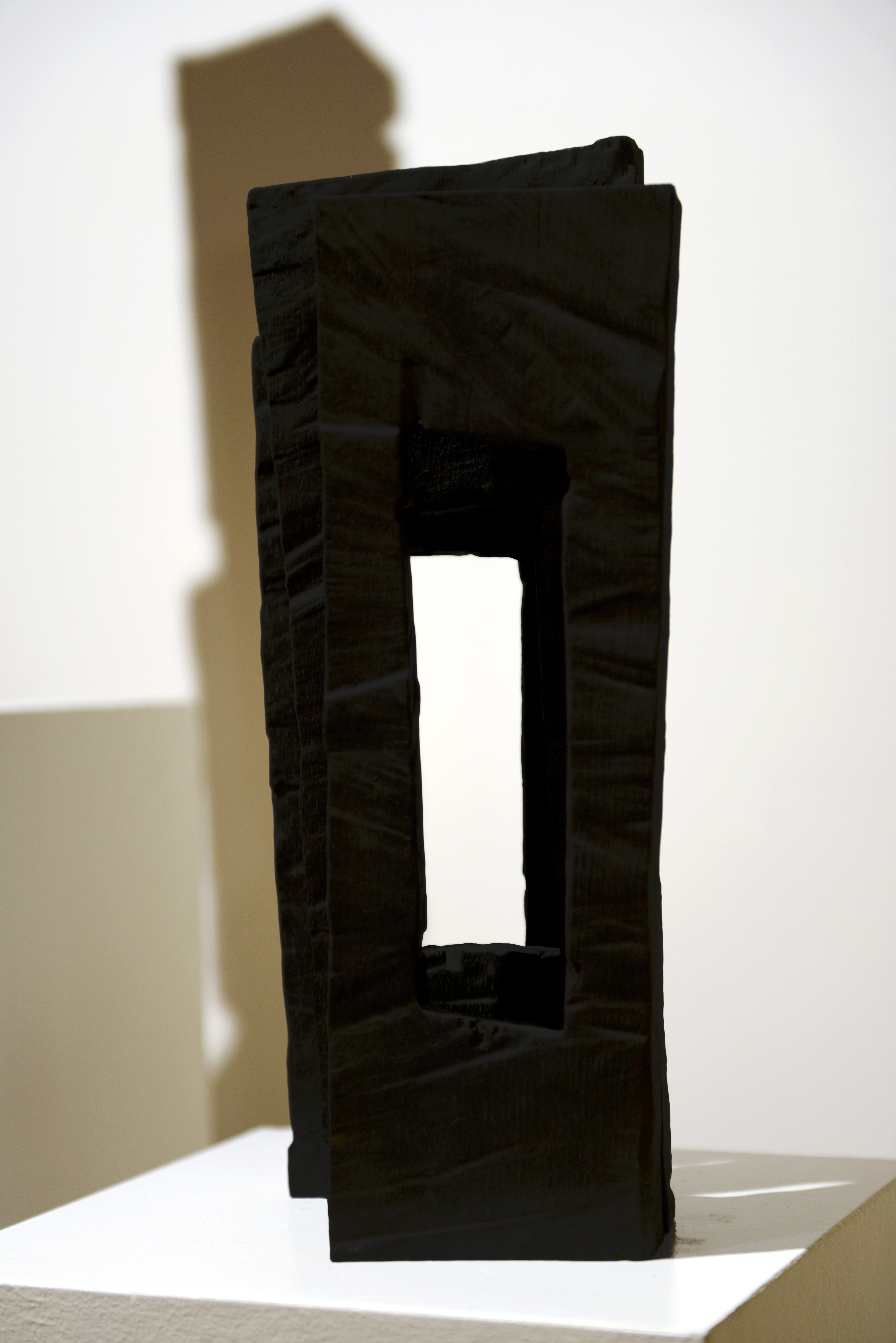
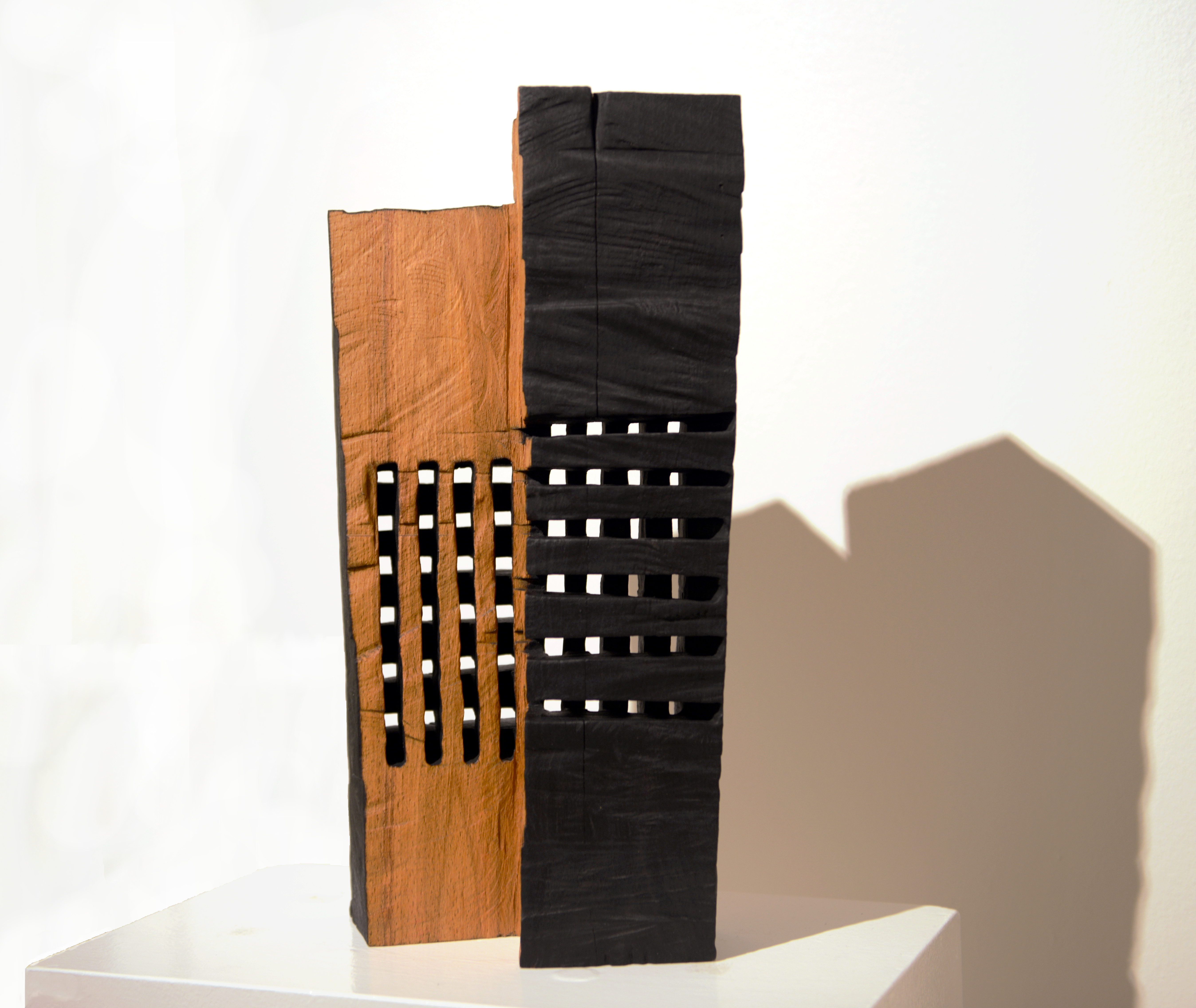

## Onderscheidingen
- 1995 Prix d'encouragement aux Jeunes Artistes
- 1995 1e prijs op de Biennale des Jeunes in Esch-sur-Alzette
- 2001 Prix de Raville
- 2001 Prix du Club 51, Bassin Minier
- 2008 Publieksprijs op de 4e Biennale d'art contemporain, Marcigny
- 2017 1e prijs in de wedstrijd Straße des friedens in Esch-sur-Sûre en realisatie van een monumentale sculptuur, die werd geplaatst in Eschdorf